# Celia Dale
Pour les articles homonymes, voir Dale.
Celia Dale, née en 1912 et morte le 31 décembre 2011 dans le quartier de Southgate, à Londres, est une écrivaine britannique de roman policier.

## Biographie
Fille de l'acteur James Dale (1887-1985), elle épouse le journaliste et critique Guy Ramsey qui meurt en 1959. 
Elle est l'auteure de treize romans policiers et d'un recueil de nouvelles qui contient Lines of Communication, nouvelle qui remporte le CWA Short Story Award en 1986. 
En parallèle à sa carrière d'écrivaine, elle travaille comme conseillère littéraire auprès d'éditeurs de Fleet Street, ainsi que comme critique littéraire et secrétaire. Elle devient membre du Detection Club en 1978.
Ses romans policiers privilégient la description psychologique de personnages cruels au sein du quotidien le plus banal. Par exemple, Charité sur mesure (A Helping Hand), paru en 1966, relate minutieusement le comportement vicieux d'un couple de retraités qui, chaque année, prend en pension une nouvelle petite vieille qu'ils s'ingénient à faire souffrir jusqu'à la mort. Le dernier roman de Celia Dale, Les Petites Sœurs du mal (Sheep's Clothing), publié en 1988, résume son art consommé de la satire : deux anciennes détenues escroquent de pauvres vieilles mémés en se faisant passer pour des assistantes sociales.
En France, trois de ses romans ont été traduits aux éditions Robert Laffont. 

## Œuvre

### Romans
- The Least of These (1944)
- To Hold the Mirror (1946)
- The Dry Land (1952)
- The Wooden O (1953)
- Trial of Strength (1955)
- A Spring of Love (1960)
- Other People (1964)
- A Helping Hand (1966) Publié en français sous le titre Charité sur mesure, traduit par Philippe Bonnet et Valérie Rosier, Paris, Robert Laffont, coll. « Meurtres à l'anglaise », 1992 (ISBN 2-221-06959-5)
- Act of Love (1969)
- A Dark Corner (1971) Publié en français sous le titre Les innocents n'ont rien à craindre, traduit par Valérie Rosier et Philippe Bonnet, Paris, Robert Laffont, 1994 (ISBN 2-221-06960-9)
- The Innocent Party (1973)
- Helping with Enquiries (1979), aussi parue sous le titre The Deception
- Sheep's Clothing (1988) Publié en français sous le titre Les Petites Sœurs du mal, traduit par François Dupuigrenet-Desroussilles, Paris, Robert Laffont, coll. « Meurtres à l'anglaise », 1992 (ISBN 2-221-06958-7) ; réédition, Paris, LGF, coll. « Le Livre de poche » no 13830, 1995 (ISBN 2-253-13830-4)

### Recueil de nouvelles
- A Personnal Call and Other Short Stories (1986)

### Nouvelles
- Local Boy (1943)
- Into the Desert (1956)
- Trumpets Off (1957)
- Coming South (1973), nouvelle parue dans l'anthologie Winter's Crimes 5
- Eleven Years After (1973), nouvelle aussi titrée Coming South, parue dans l'anthologie Winter's Crimes 5
- Taking Care (1978)
- Moon Daisy (1980)
- The Listening (1981)
- What a Treasure! (1981)
- Faery Tale (1983), nouvelle parue dans l'anthologie Winter’s Crimes 15
- A Personnal Call (1986)
- Lines of Communication (1986)

## Sources
- Claude Mesplède (dir.), Dictionnaire des littératures policières, vol. 1 : A - I, Nantes, Joseph K, coll. « Temps noir », 2007, 1054 p. (ISBN 978-2-910-68644-4, OCLC 315873251), p. 523-524.